# Forêt rare de la Montagne-à-Fourneau
 (novembre 2024).
Si vous disposez d'ouvrages ou d'articles de référence ou si vous connaissez des sites web de qualité traitant du thème abordé ici, merci de compléter l'article en donnant les références utiles à sa vérifiabilité et en les liant à la section « Notes et références ».
La forêt rare de la Montagne-à-Fourneau est un écosystème forestier exceptionnel située à Saint-Michel-du-Squatec au Québec (Canada). Cette aire protégée de 207 ha protège une Pinède rouge à pin blanc situé sur vle flanc ouest de la montagne du Fourneau, un type de forêt très rare au Bas-Saint-Laurent en raison de la rareté des feux de forêt.